# Václav Černý
Václav Černý (ur. 17 października 1997 w Przybramie) – czeski piłkarz grający na pozycji napastnika, reprezentant Czech.

## Kariera klubowa
W czasach juniorskich trenował w 1. FK Příbram i w AFC Ajax. Od 2015 roku występuje równolegle w Ajaksie i w Jong Ajax, jego młodzieżowych rezerwach. W rozgrywkach Eredivisie zadebiutował 15 sierpnia 2015 w wygranym 3:0 meczu z Willemem II Tilburg. Pierwszego gola w lidze zdobył natomiast 1 maja 2016 w wygranym 4:0 spotkaniu z FC Twente.
1 lipca 2023 roku trafił do niemieckiego VfL Wolsburg za kwotę 8 milionów euro.

## Kariera reprezentacyjna
W 2017 roku wystąpił wraz z reprezentacją do lat 21 na rozgrywanych w Polsce Mistrzostwach Europy.

## Statystyki kariery
(aktualne na dzień 27 stycznia 2018)
| Klub      | Sezon     | Liga     | Liga           | Liga  | Liga | Puchar krajowy | Puchar krajowy | Rozgrywki europejskie | Rozgrywki europejskie | W sumie | W sumie |
| Klub      | Sezon     | Liga     | Liga           | Mecze | Gole | Mecze          | Gole           | Mecze                 | Gole                  | Mecze   | Gole    |
| --------- | --------- | -------- | -------------- | ----- | ---- | -------------- | -------------- | --------------------- | --------------------- | ------- | ------- |
| Jong Ajax | 2014/2015 | Holandia | Eerste divisie | 1     | 0    | –              | –              | –                     | –                     | 1       | 0       |
| Jong Ajax | 2015/2016 | Holandia | Eerste divisie | 17    | 5    | –              | –              | –                     | –                     | 17      | 5       |
| Jong Ajax | 2016/2017 | Holandia | Eerste divisie | 28    | 15   | –              | –              | –                     | –                     | 28      | 15      |
| Jong Ajax | 2017/2018 | Holandia | Eerste divisie | 1     | 1    | –              | –              | –                     | –                     | 1       | 1       |
| AFC Ajax  | 2015/2016 | Holandia | Eredivisie     | 7     | 1    | 0              | 0              | 2                     | 1                     | 9       | 2       |
| AFC Ajax  | 2016/2017 | Holandia | Eredivisie     | 5     | 0    | 3              | 1              | 2                     | 0                     | 10      | 1       |
| AFC Ajax  | 2017/2018 | Holandia | Eredivisie     | 4     | 0    | 2              | 1              | 1                     | 0                     | 7       | 1       |
| W sumie   | W sumie   | W sumie  | W sumie        | 63    | 22   | 5              | 1              | 5                     | 1                     | 73      | 24      |